# セイタカハリイ
セイタカハリイ Eleocharis attenuata (Franch. et Sav. 1910) はカヤツリグサ科ハリイ属の植物の1種。ハリイなどとよく似ているが細長い茎が長く伸び、小穂はやや丸い。

## 特徴
多年生の草本。はっきりした匍匐根茎などは作らず、茎は束になって出る。葉はこの属のものでは茎の基部の葉鞘のみになって葉身は発達しないので、一見では茎のみが立ち並んで葉は存在しないように見える。花茎は細くて円柱状をしており、高さは20～50cmに達する。茎の太さは1mmほどで、その表面には縦条がある。基部の鞘は赤褐色に色づく。
花期は7～10月。茎の先端に生じる小穂は長さが7～12mmで広卵形をしており、淡褐色。小穂の鱗片は倒卵形で長さは約2.5mm、先端は鈍く尖るか丸くなっており、短い芒があり、全体に淡褐色で膜質となっている。痩果は倒卵形で長さは1mm、断面は鈍3稜形となっており、完熟すると淡褐色になる。柱頭の基部、柱基は押し潰された三角錐状をしており、その幅は痩果の幅の2/3～3/4程となっている。針状花被片は6本あり、長さは痩果とほぼ同じか、あるいはそれよりやや長くなり、下向きの微小な棘状突起がある。柱頭は3つに割れる。
なお、ハリイ属には匍匐茎を伸ばして広がる種もあるが本種はそのようなことはない。他方、よく似たハリイではやはり匍匐枝は出さないが茎の先端、小穂の基部に腋芽を生じ、茎が倒れて根を下ろす形で無性増殖が行われ、やはり一面に繁茂するが本種ではこのようなこともないようである。
和名はハリイに似ていて背が高くなるので『背高ハリイ』の意である。

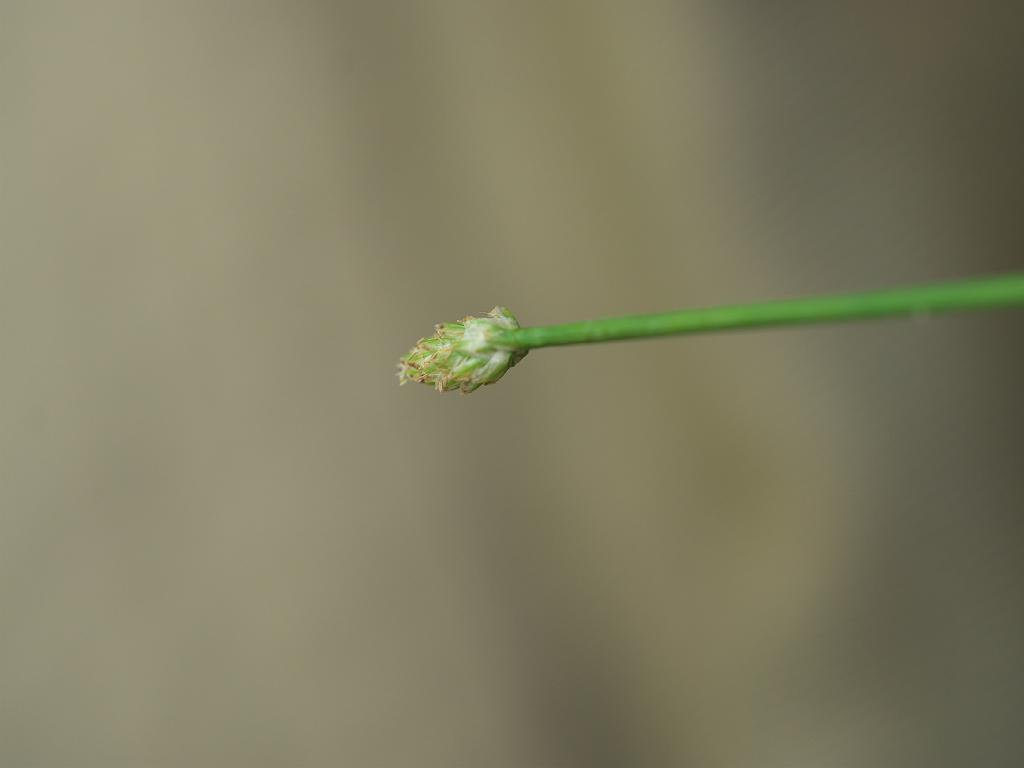
小穂(やや未熟)

## 分布と生育環境
日本では本州から琉球列島にわたって見られ、国外では朝鮮半島、中国、ニューギニアから知られる。
日当たりのよい湿地に生える。休耕田や池畔などでも見られる。ため池などでも見られるが、その場合には水位の変動する幅の外で見られる傾向がある。

## 分類、類似種など
本種の所属するハリイ属には世界に約250種があり、日本には約20種が知られる。いずれも形態的にはよく似たものだが、そんな中で本種のように花茎の断面が丸くて太さが1mmに満たず、ほとんど匍匐枝を出さずに個々にまとまった形で生える、というのはハリイ E. congesta とその近縁のものがある。標準的なハリイは草丈が10～20cmと本種よりかなり小さいものだが、変種のオオハリイ var. congesta f. dolichochaeta は高さが50cmにもなる。しかしこの種では小穂は狭卵形とやや細長くなっている。より正確には痩果を確認すべきで、痩果本体はさほど差は無いものの、この種では柱基がやはり三角錐状ながらその幅が痩果の1/3と痩果に比べてとても幅が狭く、痩果の幅の2/3～3/4ほどある本種よりかなり狭いこと、それに針状花被片が本種では痩果とほぼ同長なのに対して痩果より長い(1.2～1.5倍)ことで区別できる。ただし本種はこれらと混同されてきた可能性が高く、今後に詳細な調査が必用、との声もある。他にも琉球列島ではマルホハリイ E. ovata やタマハリイ E. geniculata など似たものは幾つかあり、正確な同定には痩果の特徴を確認する必要がある。

### 種内変異
チョウセンハリイ f. laeviseta は本種と全体によく似たもので、ただし針状花被片に逆向きの微小針状突起がなくて縁が滑らかになっているのが特徴で、本種の変種とされている。日本では本州の宮城県、千葉県、長野県、山梨県からのみ知られており、国外では朝鮮半島南部の済州島から報告されている。

## 保護の状況
環境省のレッドデータブックでは指定がないが、都府県別ではかなりの数の指定があり、以下のような状況である。
- 絶滅危惧I類：秋田県、山形県、群馬県、東京都、三重県、奈良県、和歌山県、高知県、福岡県、宮崎県
- 絶滅危惧II類：神奈川県、愛知県、京都府、大阪府、徳島県、愛媛県
- 準絶滅危惧：岩手県、栃木県、千葉県

分布域は広いものの多くの地域で希少なものとなっているようである。京都府では従来は府内広く知られていたものが現在ではほとんど見られなくなっていると言い、原因としては湿地での遷移の進行や土地造成、それに富栄養化があげられており、特にシカによる食害やその糞による富栄養化の問題が指摘されている。